# 쿠티나

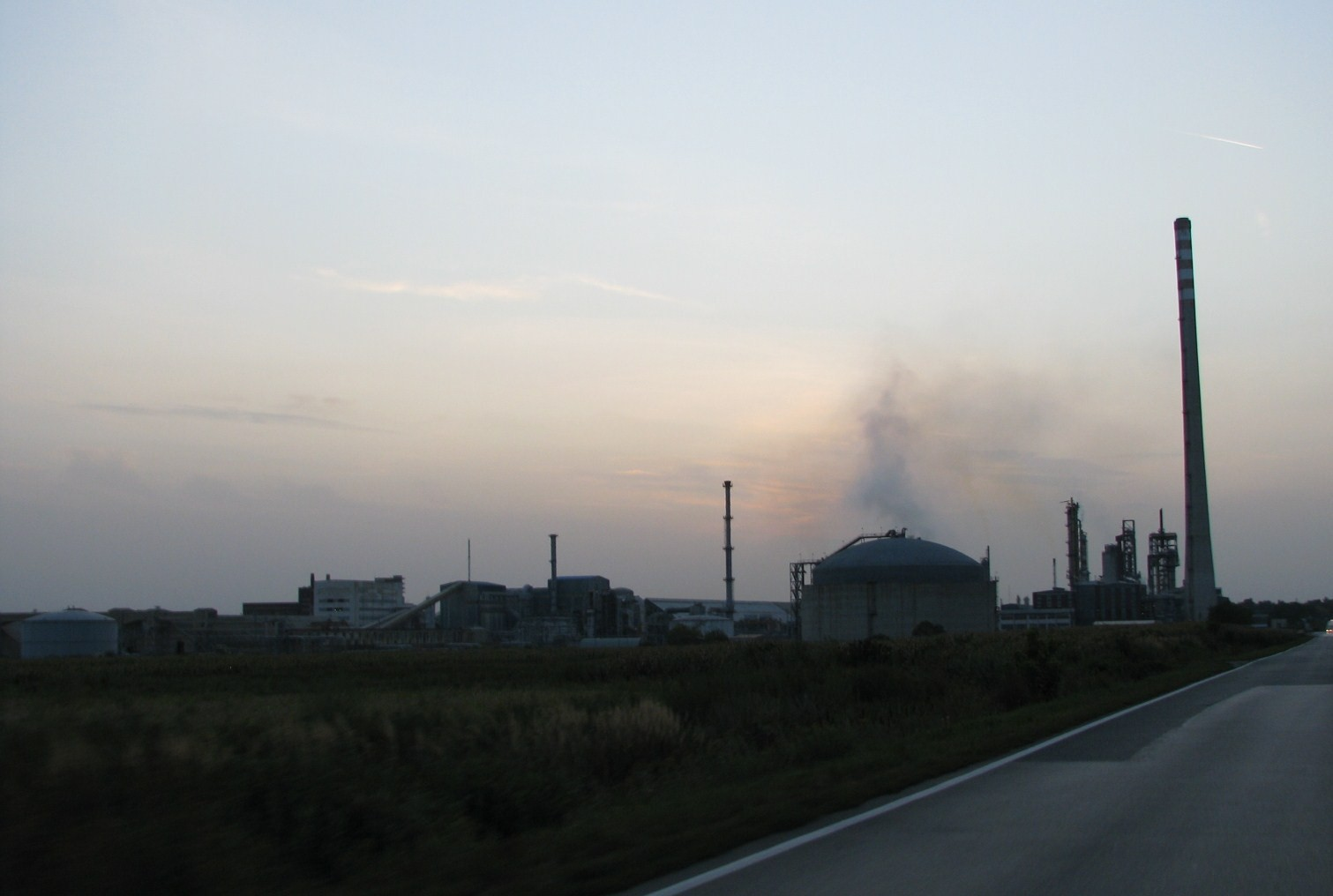
쿠티나 석유화학 공장

쿠티나(크로아티아어: Kutina)는 크로아티아 시사크모슬라비나주에 위치한 도시로 면적은 294.34km2, 높이는 149m, 인구는 22,760명(2011년 기준), 인구 밀도는 77명/km2이다. 석유화학 공업으로 유명한 산업 도시이다.